# Program Operacyjny Inteligentny Rozwój 2014–2020
Program Operacyjny Inteligentny Rozwój 2014-2020 – dokument przyjęty przez Radę Ministrów 8 stycznia 2014 roku, stanowiący krajową implementację polityki spójności Unii Europejskiej w zakresie wzrostu innowacji i działań badawczych. Program w całości będzie realizowany w ramach Europejskiego Funduszu Rozwoju Regionalnego. POIR to jeden z 6 programów krajowych, które realizowane będą na terytorium całej Polski. Zgodnie z Umową Partnerską, alokacja środków na POIR wynosi 8 614,1 mln euro.
Beneficjenci programu:
- przedsiębiorstwa,
- fundusze venture capital,
- sieci aniołów biznesu oraz ich spółki,
- specjalne strefy ekonomiczne,
- jednostki naukowe,
- uczelnie,
- naukowcy,
- studenci,
- doktoranci,
- koordynatorzy klastrów,
- instytucje otoczenia biznesu,
- jednostki administracji publicznej.

## Cele
Program koncentruje się na przedsięwzięciach powiązanych z budową gospodarki opartej na wiedzy, konkurencyjnego sektora nauki oraz efektywnych instytucji otoczenia biznesu umożliwiających inteligentny rozwój gospodarczy kraju. Jego cele to:
- wsparcie podmiotów gospodarczych w sektorze innowacji i działań badawczych,
- podniesienie jakości badań naukowych i prac rozwojowych,
- zwiększenie stopnia przystosowania jednostek do warunków gospodarki rynkowej,
- zwiększenie umiędzynarodowienia badań naukowych i prac rozwojowych.

## Osie priorytetowe
- Oś priorytetowa 1: Wsparcie dla prac B+R
- Oś priorytetowa 2: Wsparcie innowacji
- Oś priorytetowa 3: Wsparcie otoczenie i potencjału innowacyjnych przedsiębiorstw
- Oś priorytetowa 4: Zwiększenie potencjału naukowo-badawczego
- Oś priorytetowa 5: Pomoc techniczna[2]

## Poddziałanie 1.1.1
Poddziałanie 1.1.1 (tzw. szybka ścieżka) to jeden z podprogramów PO IR, który ma na celu zwiększenie konkurencyjności i podniesienie poziomu innowacyjności polskich towarów i usług, efektywniejsze wdrażanie ich na rynki zagraniczne, jak również zwiększenie eksportu krajowych towarów.